# النخر (حجر)
'

تعديل مصدري - تعديل

النخر هي إحدى قرى عزلة الجول بمديرية حجر التابعة لمحافظة حضرموت، بلغ تعداد سكانها 173 نسمة حسب تعداد اليمن لعام 2004.